# Гергіца (комуна)
Гергіца (рум. Gherghița) — комуна у повіті Прахова в Румунії. До складу комуни входять такі села (дані про населення за 2002 рік):
- Індепенденца (254 особи)
- Гергіца (884 особи)
- Маламук (431 особа)
- Унгурень (386 осіб)

Комуна розташована на відстані 42 км на північ від Бухареста, 24 км на південний схід від Плоєшті, 108 км на південний схід від Брашова.

## Населення
За даними перепису населення 2002 року у комуні проживала 4031 особа.
Національний склад населення комуни:
| Національність   | Кількість осіб | Відсоток |
| ---------------- | -------------- | -------- |
| румуни           | 4029           | > 99,9%  |
| росіяни-липовани | 1              | < 0,1%   |
| італійці         | 1              | < 0,1%   |

Рідною мовою назвали:
| Мова       | Кількість осіб | Відсоток |
| ---------- | -------------- | -------- |
| румунська  | 4030           | > 99,9%  |
| італійська | 1              | < 0,1%   |

Склад населення комуни за віросповіданням:
| Релігія                                       | Кількість осіб | Відсоток |
| --------------------------------------------- | -------------- | -------- |
| православні                                   | 3889           | 96,5%    |
| адвентисти                                    | 109            | 2,7%     |
| лютерани                                      | 18             | 0,4%     |
| бретрени                                      | 8              | 0,2%     |
| реформати                                     | 5              | 0,1%     |
| греко-католики                                | 1              | < 0,1%   |
| лютерани (Синодально-пресвітеріанська церква) | 1              | < 0,1%   |